# Anospilus
Anospilus is een geslacht van vliesvleugelige insecten van de familie spinnendoders (Pompilidae).

## Soorten
- A. balearicus Haupt, 1936
- A. barbilabris Wolf, 1966
- A. basalis Haupt, 1936
- A. carbonicolor (Gussakovskij, 1933)
- A. intactus (Tournier, 1889)
- A. larachei Junco y Reyes, 1961
- A. melanarius (Vander Linden, 1827)
- A. orbitalis (Costa, 1863)
- A. sardus Priesner, 1962
- A. similis Haupt, 1936
- A. sotoserranensis Pedrero, 1995